# Holly Archer
Holly Archer (* 7. November 1993 in Bury St Edmunds) ist eine britische Leichtathletin, die sich auf den Mittelstreckenlauf fokussiert.

## Sportliche Laufbahn
Erste internationale Erfahrungen sammelte Holly Archer im Jahr 2021, als sie im 1500-Meter-Lauf für die Halleneuropameisterschaften in Toruń nominiert wurde und dort auf Anhieb in 4:19,91 min die Silbermedaille hinter der Belgierin Elise Vanderelst gewann.
2020 wurde Archer britische Hallenmeisterin im 1500-Meter-Lauf.

## Persönliche Bestzeiten
- 1500 Meter: 4:15,1 min, 11. August 2020 in Manchester
  - 1500 Meter (Halle): 4:09,77 min, 5. März 2021 in Toruń